# كارلوس مونوز
كارلوس مونوز روخاس (بالإسبانية: Carlos Muñoz Rojas)‏ (21 أبريل 1989 بفالبارايسو في تشيلي - ) هو لاعب كرة قدم تشيلي في مركز الهجوم. شارك مع منتخب تشيلي لكرة القدم. أما مع النوادي، فقد لعب مع سانتياغو واندررز وكولو-كولو ونادي بني ياس ونادي شباب الأهلي دبي.

## وصلات خارجية
- كارلوس مونيوث على موقع قاعدة بيانات كرة القدم.إي يو (الإنجليزية)
- كارلوس مونيوث على موقع ناشيونال فوتبول تيمز (الإنجليزية)
- كارلوس مونيوث على موقع Soccerway.com (الإنجليزية)
- كارلوس مونيوث على موقع AS.com (الإسبانية)